# Strada provinciale 25 Ragusa-Marina di Ragusa

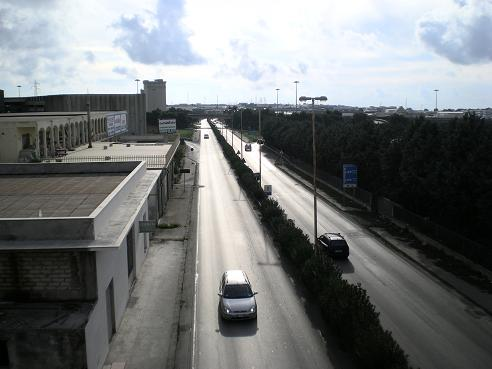
La SP 25 all'altezza della zona industriale di Ragusa.

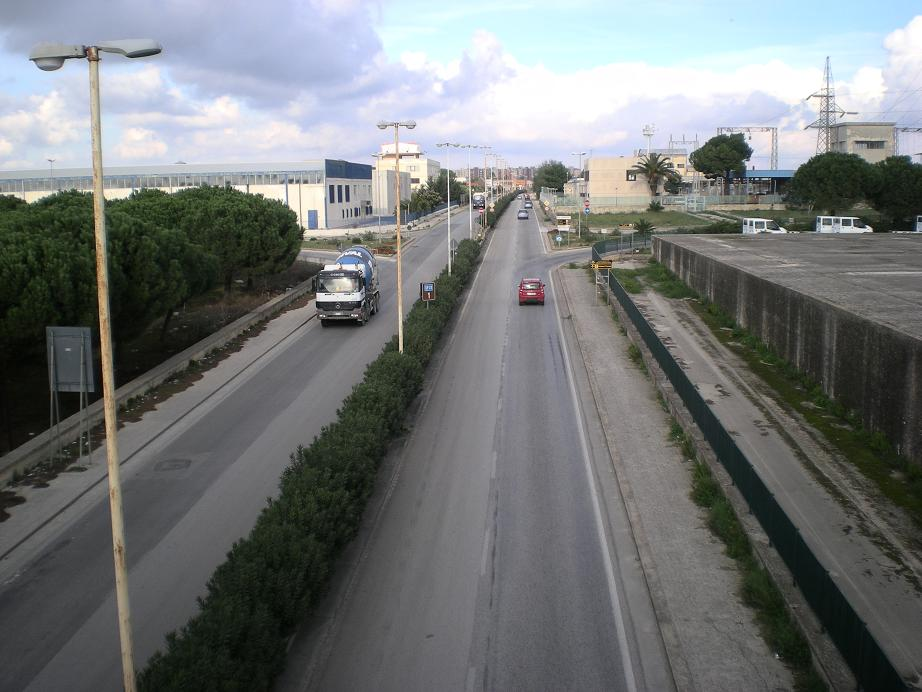
La SP 25 all'altezza della zona industriale di Ragusa.

La strada provinciale 25 Ragusa-Marina di Ragusa (SP 25), anche chiamata Ragusa mare, è un importante collegamento viario che collega Ragusa e Marina di Ragusa attraversando il territorio del comune di Ragusa da nord-est a sud-ovest.
La strada nel suo primo tratto attraversa la zona industriale dalla prima fino alla terza fase e per i primi 6 km è a doppia carreggiata con due corsie per senso di marcia. Dalla rotatoria di piazza Croce fino all'incrocio con la SS 115 la provinciale è stata classificata come strada urbana con il nome di via Achille Grandi.
La provincia ha in programma il raddoppio per l'intero percorso della provinciale.

## Tabella percorso
| Ragusa - Marina di Ragusa |                                                                                |      |      |                      |
| Tipologia                 | Indicazione                                                                    | ↓km↓ | ↑km↑ | Urbana / Extraurbana |
|                           | Ragusa Sud Piazza Croce                                                        | 0,0  | 21,3 | Via Achille Grandi   |
|                           | Area di servizio Solo in direzione Marina di Ragusa                            | 0,1  | 21,2 | Via Achille Grandi   |
| AB-AS.svg                 | Centro commerciale                                                             | 0,6  | 20,7 | Via Achille Grandi   |
| AB-AS.svg                 | Zona industriale I Fase e V Fase                                               | 1,4  | 19,9 | Via Achille Grandi   |
|                           | Ragusa Selvaggio Stadio A. Campo e Palasport Minardi Centro direzionale A.S.I. | 2,0  | 19,3 | Via Achille Grandi   |
|                           | Area di servizio Solo in direzione Marina di Ragusa                            | 2,4  | 18,8 | Via Achille Grandi   |
| AB-AS.svg                 | Zona industriale II Fase e IV Fase                                             | 2,9  | 18,4 | Via Achille Grandi   |
|                           | Sud Occidentale Sicula                                                         | 3,3  | 18,0 |                      |
| superstrada               | Zona industriale III Fase                                                      | 4,0  | 17,3 |                      |
|                           | Area di servizio Solo in direzione Marina di Ragusa                            | 4,6  | 16,7 |                      |
| superstrada               | Cimillà - Pozzillo Inversione di marcia                                        | 5,7  | 15,6 |                      |
|                           | Riduzione a una carreggiata                                                    | 5,9  | 15,4 |                      |
|                           | Giubiliana Aviosuperficie Giubiliana                                           | 9,6  | 11,7 |                      |
|                           | Palazzola                                                                      | 13,6 | 7,7  |                      |
|                           | per Scicli                                                                     | 15,7 | 5,6  |                      |
|                           | Siracusa - Gela (in progetto)                                                  | 16,9 | 4,4  |                      |
|                           | Gatto Corvino - Fontana Nuova                                                  | 18,0 | 3,3  |                      |
|                           | per Santa Croce Camerina                                                       | 20,8 | 0,5  |                      |
|                           | Area di servizio                                                               | 20,9 | 0,4  |                      |
|                           | Marina di Ragusa Circonvallazione Via Ammiraglio L. Rizzo                      | 21,3 | 0,0  |                      |